# Дослідження діалектів англійської мови (1950—1961)
Дослідже́ння діале́ктів англі́йської мо́ви 1950—1961 рр. (the Survey of English Dialects) проводилося впродовж 1950—1961 рр. під керівництвом організатора проекту, Гарольда Ортона, професора факультету англійської мови Університету Лідса. Метою було зібрати максимум регіональних особливостей англійської мови в Англії і Уельсі поки діалектні відмінності не розчинилися, адже в післявоєнний період, у зв'язку зі зростанням соціальної мобільності та активним розповсюдженням засобів масової інформації, прогнозувалася уніфікація мови. Ідея проведення дослідження виникла у професорів Г. Ортона та Е. Діт (Цюрихський університет). Ідея проведення дослідження виникла у професорів Г. Ортона та Е. Дайта (Цюрихський університет) бажаність створення лінгвістичного атласу Англії. Список питань був складений між 1947 та 1952 роками.

## Методологія
Для дослідження були відібрані 313 населених пунктів в Англії, на острові Мен та в деяких регіонах Уельсу, які були розташовані близько до англійського кордону. Пріоритет був відданий сільським районам з історично стабільним населенням. При виборі мовців, головними критеріями були: чоловіча стать, похилий вік та головний вид діяльності — сільське господарство. Один інтерв'юер скаржився, що проводячи польові дослідження, доводилося одягати старий одяг, щоб завоювати довіру опитуваних.

## Публікації матеріалів
Починаючи з 1962 року, зібрані 404 000 діалектизмів, були опубліковані в тринадцяти томах «основного матеріалу». Процес зайняв багато років. Основний матеріал був написаний з використанням спеціалізованих фонетичних скорочень, незрозумілих для широкого загалу. В 1975 році світ побачила доступніша книга — Лінгвогеографія Англії (A Word Geography of England). Невдовзі по цьому, в березні 1975 р., помер Г. Ортон.
Лінгвістичний атлас Англії (The Linguistic Atlas of England) був опублікований в 1978 році за редакцією Г. Ортона, Д. Відовсона та К. Аптона. У ньому наведено понад 400 карт: 249 фонетичні, 65 лексичних,83 морфологічні та 9 синтаксичних.
Пізніше, на основі матеріалів опитування були видані ще дві роботи. В 1993 — Дослідження англійських діалектів. Словник і граматика (Survey of English Dialect: the Dictionary and Grammar) та 1996 — Атлас англійських діалектів (An Atlas of English Dialects).

## Архівні документи
Велика кількість «другорядного» не була опублікована. Ці матеріали зберігаються в Лідському архіві місцевої культури Школи англійської мови Університету Лідса.